# Zona afrotropicală

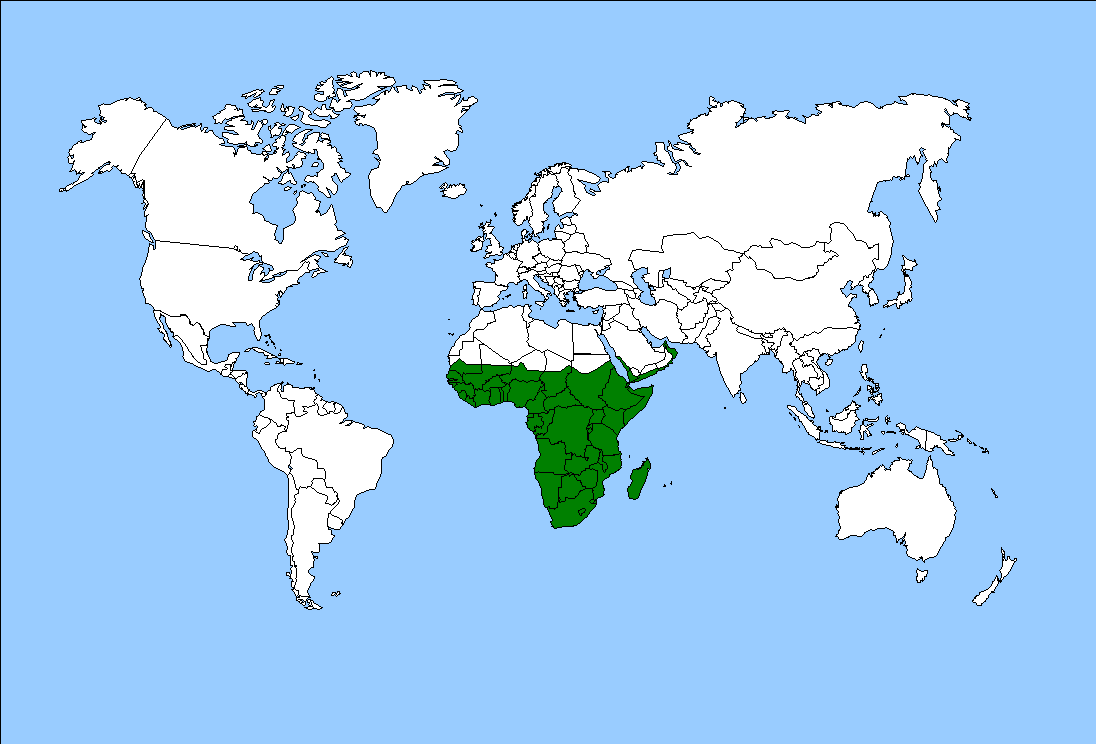
Zona afrotropicală (în verde)

Zona afrotropicală este una dintre cele opt domenii biogeografice ale Pământului. Aceasta include Africa Subsahariană, sudul Peninsulei Arabe, insula Madagascar și insulele din vestul Oceanului Indian. Anterior era cunoscută sub numele de Zona Etiopiană sau Regiunea Etiopiană.

## Principalele regiuni ecologice
Cea mai mare parte a zonei afrotropicale, cu excepția vârfului sudic al Africii, are un climat tropical. O centură largă de deșerturi, inclusiv deșerturile Atlanticului și Sahara din nordul Africii și Deșertul Arabiei din Peninsula Arabică, separă zona afrotropicală de zona palearctic, care include nordul Africii și Eurasia temperată.

### Sahel și Sudan
La sud de Sahara, două centuri de pajiști tropicale și savane tropicale traversează continentul de la est la vest, de la Oceanul Atlantic până la Munții Etiopiei. Imediat la sud de Sahara se află centura Sahel, o zonă de tranziție de pajiști scurte semiaride și savană Vachellia⁠(d). Precipitațiile cresc mai la sud, în savana sudaneză, cunoscută și sub numele de regiunea Sudan, o centură de pajiști înalte și savană. Savana sudaneză găzduiește două mari pajiști inundate: zona umedă Sudd din Sudanul de Sud și Delta interioară a Nigerului din Mali. Mozaicul pădure-savană este o zonă de tranziție între pajiști și centura de păduri tropicale umede de foioase din apropierea ecuatorului.

### Păduri din sudul Arabiei
Arabia de Sud, care include Yemenul și părți din vestul Omanului și sud-vestul Arabiei Saudite, are puține păduri permanente. Unele dintre cele mai notabile sunt Jabal Bura⁠(d), Jabal Raymah⁠(d) și Jabal Badaj din zona înaltă a Yemenului și pădurile sezoniere din estul Yemenului și regiunea Dhofar⁠(d) din Oman. Alte păduri care împânzesc teritoriul sunt păduri mici, predominant Juniperus⁠(d) sau Vachellia⁠(d).

### Zona forestieră
Zona forestieră, o centură de păduri tropicale umede de foioase de câmpie, traversează cea mai mare parte a zonei de convergență intertropicală a Africii ecuatoriale. Pădurile din Guineea Superioară din Africa de Vest se întind de-a lungul coastei din Guineea până în Togo. Coridorul Dahomey⁠(d), o zonă de mozaic de păduri și savane care se întinde până la coastă, separă pădurile din Guineea Superioară de pădurile din Guineea Inferioară, care se întind de-a lungul Golfului Guineei, din estul Beninului, prin Camerun și Gabon, până în vestul Republicii Democrate Congo. Cea mai mare zonă de păduri tropicale din Africa este reprezentată de pădurile congoleze din Bazinul Congo din Africa Centrală.
De asemenea, o centură de pădure tropicală umedă de foioase se întinde de-a lungul coastei Oceanului Indian, din sudul Somaliei până în Africa de Sud.

### Regiunea Somali-Masai
În nord-estul Africii, pădurile semi-aride de Acacia-Commiphora, savanele și tufărișurile sunt comunitățile de plante dominante. Această regiune este denumită centrul de endemism Somali-Masai sau regiunea Somali-Masai. Se întinde din centrul Tanzaniei spre nord prin Cornul Africii și acoperă porțiuni din Tanzania, Kenya, Etiopia, Somalia, Djibouti și Eritreea. Arbori dominanți sunt speciile spinoase de foioase din sezonul uscat de Vachellia⁠(d) și Senegalia⁠(d) (fostă Acacia) și Commiphora⁠(d), care cresc în păduri deschise, savane deschise, tufărișuri dense și desișuri. Această regiune include ecosistemul Serengeti, renumit pentru fauna sa.

### Zonele muntoase din Africa de Est
Regiunea Afromontană se întinde de la Munții Etiopiei până la Munții Scorpiei din Africa de Sud, inclusiv Riftul Est African. Această regiune găzduiește o floră deosebită, inclusiv Podocarpus⁠(d) și Afrocarpus⁠(d), precum și Lobelia și Senecios⁠(d) uriașe.
- Munții Etiopiei
- Pădurile montane din riftul Albertine
- Pădurile montane din Africa de Est și pădurile Arcului Estic

### Regiunea Zambezian
Regiunea Zambezian include păduri, savane, pășuni și tufărișuri. Printre comunitățile vegetale caracteristice se numără pădurile de Miombo, pădurile mai uscate de mopane⁠(d) și Baikiaea⁠(d), precum și Bushveld-ul⁠(d) de la altitudini mai mari. Se întinde de la est la vest într-o centură largă de-a lungul continentului, la sud de pădurile tropicale umede din regiunea Guineo-Congoliană și la nord de deșerturile din sud-estul Africii, țările sunt Malawi, Angola, Botswana, Mozambic, Zambia și Zimbabwe, și subtropicul.

### Deșerturile Africii de Sud

Africa de Sud, așa cum este descrisă în Plant Taxonomic Database Standards No. 2. Locațiile aproximative ale deșerturilor sunt suprapuse în roșu.

Africa de Sud conține mai multe deșerturi. Deșertul Namib este unul dintre cele mai vechi deșerturi din lume și se întinde pe o lungime de peste 2.000 de kilometri de-a lungul coastelor atlantice ale Angolei, Namibiei și Africii de Sud. Este caracterizat de dune impunătoare și de o diversitate de animale sălbatice endemice. În interiorul deșertului Namib, deșertul Kalahari este o savană semiaridă care se întinde în Botswana, Namibia și Africa de Sud. Deșertul Kalahari este cunoscut pentru diversitatea resurselor sale minerale, în special diamante, precum și pentru o floră variată. La sud de deșerturile Namib și Kalahari se află Karoo⁠(d). O regiune naturală semideșertică, deșertul Karoo se întinde de-a lungul unor părți din Western și Eastern Cape din Africa de Sud și conține spații deschise vaste și vegetație unică, cum ar fi anumite specii de plante cu flori Asteraceae. În cadrul granițelor regiunii Karoo, Tankwa Karoo⁠(d) este o subregiune mai aridă, cunoscută pentru condițiile mai aspre și peisajele mai aspre. Mai la vest, Richtersveld⁠(d), un deșert muntos din colțul nord-vestic al Africii de Sud, prezintă un peisaj accidentat. Este inclus în Patrimoniului Mondial UNESCO pentru biodiversitatea și importanța sa culturală pentru populația locală Nama.

### Regiunea floristică Cape
Regiunea floristică Cape, din extremitatea sudică a Africii este o regiune cu climă mediteraneeană, care găzduiește un număr semnificativ de taxoni endemici, precum și familii de plante, cum ar fi proteele (Proteaceae), care se găsesc și în zona Australasiei.

### Madagascar și insulele Oceanului Indian
Madagascar și insulele învecinate formează o subregiune distinctă a regatului, cu numeroși taxoni endemici, cum ar fi lemurii. Madagascar și insulele granitice Seychelles sunt părți vechi ale vechiului supercontinent Gondwana și s-au desprins de Africa acum milioane de ani. Alte insule din Oceanul Indian, precum Insulele Comore și Insulele Mascarene, sunt insule vulcanice care s-au format mai recent. Madagascar conține diverse habitate vegetale, de la păduri tropicale la munți și deșerturi, biodiversitatea și rata endemismului fiind extrem de ridicate.

## Plante și animale endemice

### Plante
Zona afrotropicală adăpostește mai multe familii de plante endemice. Madagascar și Insulele Oceanului Indian găzduiesc zece familii endemice de plante cu flori; opt sunt endemice pentru Madagascar (Asteropeiaceae⁠(d), Didymelaceae⁠(d), Didiereaceae⁠(d), Kaliphoraceae, Melanophyllaceae⁠(d), Physenaceae⁠(d), Sarcolaenaceae⁠(d) și Sphaerosepalaceae⁠(d)), una pentru Seychelles (Mesdusagynaceae⁠(d)) și una pentru Insulele Mascarene (Psiloxylaceae⁠(d)). Douăsprezece familii de plante sunt endemice sau aproape endemice pentru Africa de Sud (inclusiv Curtisiaceae⁠(d), Heteropyxidaceae⁠(d), Penaeaceae⁠(d), Psiloxylaceae⁠(d) și Rhynchocalycaceae⁠(d)), dintre care cinci sunt endemice în provincia floristică Cape (inclusiv Grubbiaceae⁠(d)). Alte familii endemice afrotropice includ Barbeyaceae⁠(d), Dirachmaceae⁠(d), Montiniaceae⁠(d), Myrothamnaceae⁠(d) și Oliniaceae⁠(d).

### Animale
Marile Lacuri din Africa de Est (Victoria, Nyasa și Tanganyika) sunt centrul biodiversității multor pești de apă dulce, în special a chicilidelor⁠(d) (adăpostesc mai mult de două treimi din cele aproximativ 2.000 de specii ale familiei). Regiunea râurilor de coastă din Africa de Vest acoperă doar o fracțiune din Africa de Vest, dar găzduiește 322 din speciile de pești din Africa de Vest, cu 247 limitate la această zonă și 129 limitate chiar la arii mai mici. Fauna râurilor centrale cuprinde 194 de specii de pești, dintre care 119 endemice și doar 33 limitate la arii restrânse.
Afrotropicul are diverse familii de păsări endemice, inclusiv struții⁠(d) (Struthionidae), pasărea secretar (Sagittariidae), bibilicile (Numididae) și Coliidae. Câteva familii de paseriforme sunt limitate la Afrotropice, inclusiv Chaetopidae⁠(d) și Picathartidae⁠(d).
Africa are trei ordine endemice de mamifere: Tubulidentata (porci furnicar), Afrosoricida⁠(d) (tenreci⁠(d) și crizocloride) și Macroscelidea⁠(d) (chițcan elefant⁠(d)). Câmpiile est-africane sunt bine cunoscute pentru diversitatea mamiferelor mari.
Patru specii de maimuțe mari (Hominidae) sunt endemice în Africa Centrală: ambele specii de gorile (gorila vestică, Gorilla gorilla, și gorila estică, Gorilla beringei) și ambele specii de cimpanzei (cimpanzeul comun, Pan troglodytes și bonobo, Pan paniscus). Oamenii și strămoșii lor sunt originari din Africa.

## Ecoregiuni terestre afrotropicale

Ecoregiunile din zona afrotropicală, codificate prin culori în funcție de biom. Verde închis: păduri tropicale și subtropicale umede de foioase. Maro deschis: păduri tropicale și subtropicale uscate de foioase. Galben: pajiști, savane și tufărișuri tropicale și subtropicale. Verde deschis: pajiști, savane și tufărișuri temperate. Albastru deschis: pajiști și savane inundate. Mov deschis: pajiști și tufărișuri montane. Maro: păduri, zone împădurite și tufărișuri mediteraneene. Bej: deșerturi și tufărișuri xerice. Magenta: mangrovă

## Habitate
Mediul tropical este bogat în ceea ce privește biodiversitatea. Pădurea tropicală africană reprezintă 18% din totalul mondial și acoperă peste 3,6 milioane de kilometri pătrați de teren în Africa de Vest, de Est și Centrală. Această suprafață totală poate fi subdivizată în 2,69 milioane de kilometri pătrați (74%) în Africa Centrală, 680.000 de kilometri pătrați (19%) în Africa de Vest și 250.000 de kilometri pătrați (7%) în Africa de Est. În Africa de Vest, un lanț de păduri tropicale lungi de până la 350 km se întinde de la granița estică a Sierra Leone până în Ghana. În Ghana, zona împădurită se risipește treptat în apropierea fluviului Volta, urmând o porțiune de 300 km de gol de savană Dahomey. Pădurea tropicală din Africa de Vest continuă de la est de Benin prin sudul Nigeriei și se încheie oficial la granița Camerunului de-a lungul râului Sanaga.

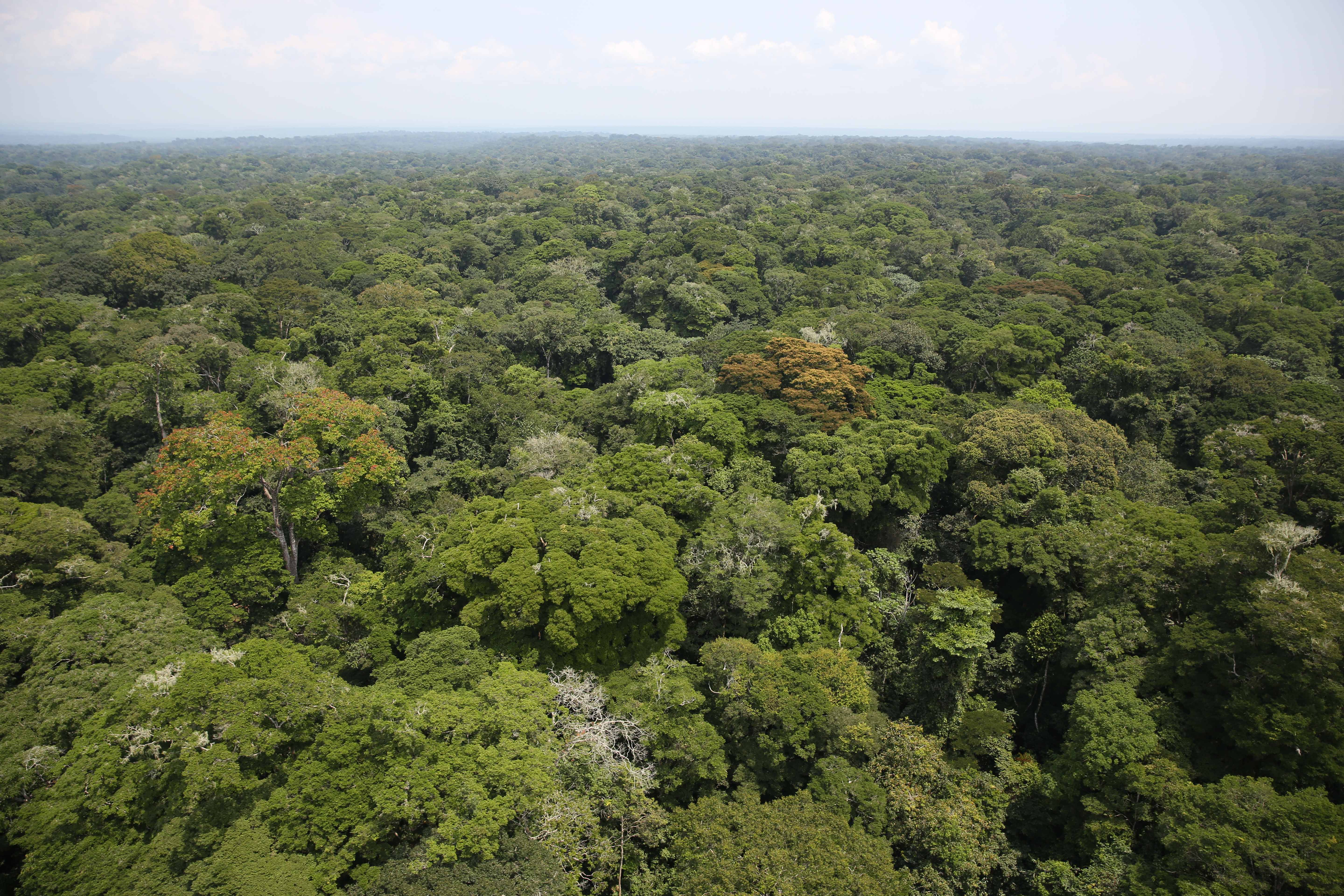
Pădurea tropicală Ituri

Pădurile tropicale semideciduoase din Africa de Vest încep pe coasta mărginită a Guineei Bissau (prin Guineea) și trec prin coastele Sierra Leone, Liberia, Coasta de Fildeș, Ghana, continuând prin Togo, Benin, Nigeria și Camerun și terminându-se în Bazinul Congo. Astfel de păduri tropicale sunt cele mai bogate, mai vechi, mai prolifice și mai complexe sisteme de pe Pământ, sunt pe cale de dispariție și, la rândul lor, perturbă echilibrul ecologic delicat. Acest lucru poate perturba ciclurile hidrologice globale, poate elibera în atmosferă cantități mari de gaze cu gaze cu efect de seră și poate reduce capacitatea planetei de a stoca carbonul în exces.
Vegetația pădurilor tropicale din zona de tranziție Guineea-Congolia, care se întinde din Senegal până în vestul Ugandei, este constituită din două tipuri principale: Pădurea tropicală semideciduoasă se caracterizează printr-un număr mare de arbori ale căror frunze sunt lăsate în timpul sezonului uscat. Ea apare în zonele în care perioada uscată (precipitații sub aproximativ 100 mm) ajunge la trei luni. Apoi, pădurea tropicală perenă sau semipermanentă este adaptată din punct de vedere climatic la condiții ceva mai umede decât tipul semideciduos și apare de obicei în zonele în care perioada uscată este mai scurtă de două luni. Această pădure este de obicei mai bogată în leguminoase și într-o varietate de specii, iar dezvoltarea sa maximă se află în jurul golfului Biafra⁠(d), din estul Nigeriei până în Gabon și cu câteva pete mari înclinate spre vest, din Ghana până în Liberia și spre estul bazinului Zaïre-Congo.
Dintre zonele cu păduri tropicale de pe alte continente, cea mai mare parte a pădurilor tropicale africane este relativ uscată și primește între 1600 și 2000 mm de precipitații pe an. Zonele care primesc mai multe precipitații decât aceasta sunt în principal în zonele de coastă. Circulația precipitațiilor pe tot parcursul anului rămâne mai redusă decât în alte regiuni cu păduri tropicale din lume. Precipitațiile lunare medii în aproape întreaga regiune rămân sub 100 mm pe tot parcursul anului. Varietatea florei pădurilor tropicale africane este, de asemenea, mai redusă decât în alte păduri tropicale. Această lipsă de floră a fost atribuită mai multor motive, cum ar fi infertilitatea treptată începând cu Miocenul, perioadele secetoase severe din timpul Cuaternarului sau teoria refugiului climatului rece și uscat din Africa tropicală în timpul ultimei ere glaciare severe de acum aproximativ 18.000 de ani.

## Faună

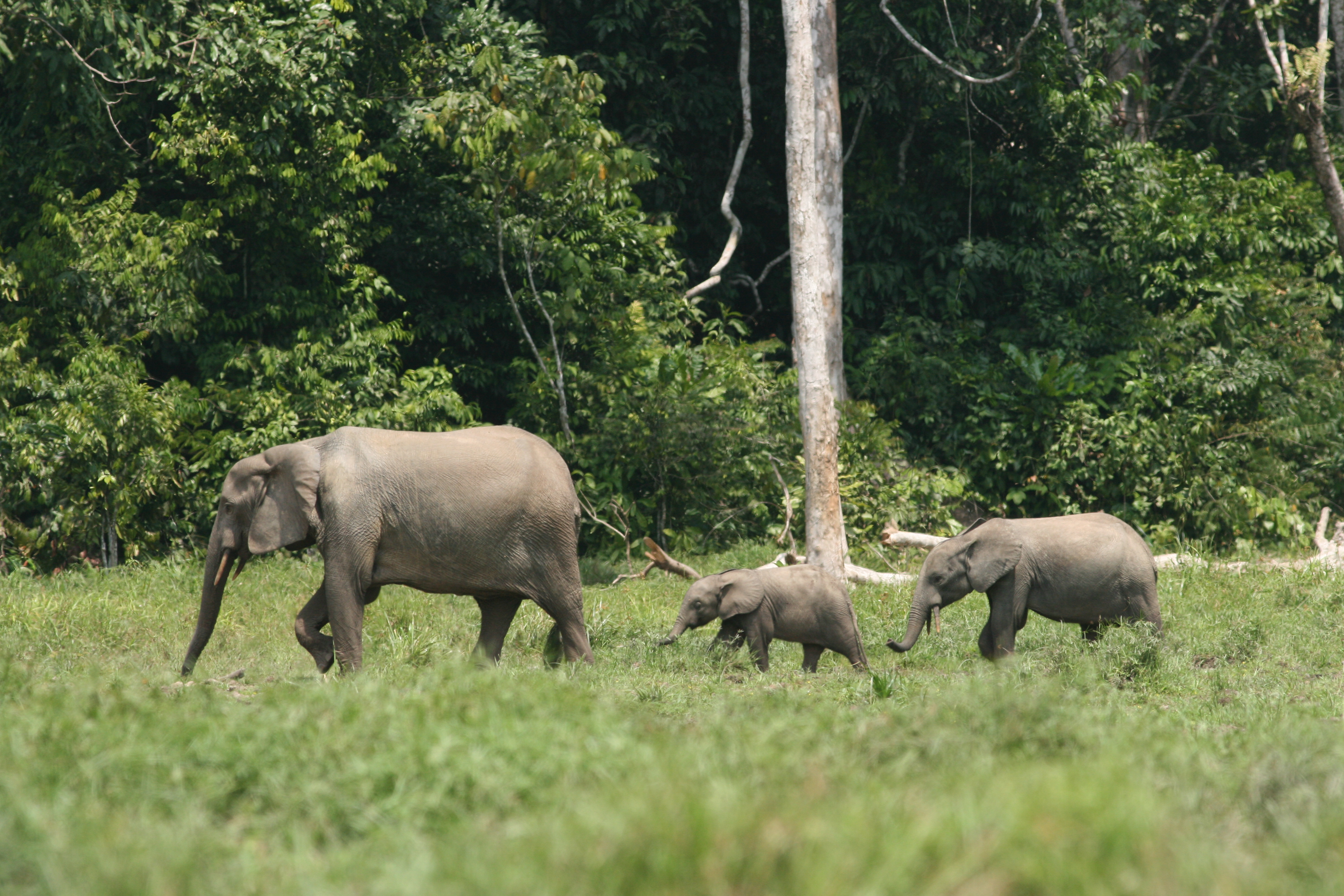
Loxodonta cyclotis

Pădurea tropicală africană are o faună bogată, de obicei specii de mamifere mai mici, rar întâlnite de oameni. Se descoperă specii noi. De exemplu, la sfârșitul anului 1988, o specie necunoscută de arbust a fost descoperită pe malul râului Median din vestul Camerunului. De atunci, multe specii au dispărut. Cu toate acestea, pădurile tropicale neperturbate sunt unele dintre cele mai bogate habitate pentru speciile de animale. Astăzi, pădurile tropicale neperturbate sunt rămase, dar rare. Extracția lemnului nu numai că modifică structura pădurii, dar afectează și spectrul speciilor de arbori prin eliminarea speciilor importante din punct de vedere economic și eliminarea altor specii în acest proces. Speciile care compun pădurile tropicale africane au vârste evolutive diferite din cauza contracției și expansiunii pădurilor tropicale ca răspuns la fluctuațiile climatice globale.
În pădure trăiesc hipopotamul pigmeu⁠(d), Hylochoerus meinertzhageni⁠(d), Hyemoschus aquaticus⁠(d), insectivore, rozătoare, lilieci, broaște de copac și specii de păsări. Aceste specii, împreună cu o diversitate de fructe și insecte, formează un habitat special care permite o diversitate de viață. În coronament trăiesc specii de maimuțe precum colobul roșu⁠(d), colobul alb-negru și multe alte specii de Cercopitecide. Multe dintre aceste specii rare și unice sunt pe cale de dispariție sau în pericol critic de dispariție și au nevoie de protecție împotriva braconierilor și de un habitat amplu pentru a se dezvolta.

## Floră
În Africa tropicală, au fost documentate aproximativ 8.500 de specii de plante, inclusiv 403 specii de orhidee.
Speciile care nu sunt familiarizate cu modificările structurii pădurilor în vederea utilizării industriale ar putea să nu supraviețuiască. În cazul în care utilizarea lemnului continuă și se practică din ce în ce mai mult agricultura, aceasta ar putea duce la uciderea în masă a speciilor de animale. Aproape jumătate din speciile de animale și plante din lume trăiesc în pădurile tropicale. Pădurile tropicale oferă resurse economice pentru țările în curs de dezvoltare suprapopulate. În ciuda necesității declarate de a salva pădurile din Africa de Vest, există opinii diferite cu privire la cea mai bună modalitate de a atinge acest obiectiv. În aprilie 1992, țările cu unele dintre cele mai mari păduri tropicale care au supraviețuit au interzis un plan de protecție a pădurilor tropicale propus de guvernul britanic. Acesta viza găsirea speciilor de copaci tropicali pe cale de dispariție pentru a le controla comerțul. Experții estimează că pădurea tropicală din Africa de Vest, în ritmul actual de defrișare, ar fi dispărut până în anul 2020.
Pădurea tropicală africană, la fel ca multe altele apărute în lume, are o semnificație specială pentru popoarele indigene din Africa care au ocupat-o timp de milenii.

## Protecția regiunii
Multe țări africane sunt în schimbare economică și politică, copleșite de conflicte, ceea ce face ca diversele mișcări de exploatare forestieră pentru a menține gestionarea și producția forestieră să fie din ce în ce mai complicate.
Legislația forestieră a țărilor membre ale ATO urmărește să promoveze utilizarea echilibrată a domeniului forestier, a faunei sălbatice și a pescuitului pentru a crește contribuția sectorului forestier la dezvoltarea economică, socială, culturală și științifică a țării.

### Deforestarea
Ratele de despădurire din Africa este mai puțin cunoscută decât rata din alte regiuni tropicale. Lipsa unor date fiabile și a unor informații de studiu în unele țări a făcut ca schimbările în zonele de pădure neîntreruptă să fie dificil de stabilit.
Cultivarea diferitelor culturi comerciale a dus la epuizarea pădurilor. Țările din Africa de Vest depind de produse precum guma, copalul⁠(d), cauciucul, nucile de cola și uleiul de palmier ca sursă de venit constant. Schimbarea utilizării terenurilor strică habitate întregi cu pădurile. Transformarea pădurilor în lemn este o altă cauză a defrișărilor. De-a lungul deceniilor, principalul produs forestier a fost lemnul comercial. Țările urbanizate reprezintă un procent mare din consumul mondial de lemn, care a crescut foarte mult între 1950 și 1980. În același timp, au fost consolidate măsurile de conservare pentru protejarea pădurilor europene și americane. Creșterea economică și protecția tot mai mare a mediului în țările europene industrializate au determinat creșterea cererii de lemn tropical de esență tare din Africa de Vest. În prima jumătate a anilor 1980, de-a lungul Golfului Guineei s-a constatat o pierdere anuală a pădurilor de 7.200 km2 (2 800 mp), o cifră echivalentă cu 4-5% din suprafața totală rămasă a pădurilor tropicale. Până în 1985, 72% din pădurile tropicale din Africa de Vest fuseseră transformate în terenuri necultivate, iar alte 9% fuseseră deschise pentru exploatarea lemnului.
Lemnul tropical a fost utilizat în Europa după cel de-Al Doilea Război Mondial, deoarece comerțul cu țările est-europene a încetat și lemnul a devenit vizibil mai rar în vestul și sudul Europei. În ciuda eforturilor de a promova utilizarea speciilor de lemn mai puțin cunoscute, piața a continuat să se concentreze pe o parte din lemnul utilizabil care putea fi obținut. Africa de Vest a fost predispusă la practici de recoltare selectivă; în timp ce conservaționiștii au dat vina pe industria lemnului și pe fermieri pentru tăierea copacilor, alții cred că distrugerea pădurilor tropicale este legată de problema lemnului de foc. Se crede că contribuția consumului de lemn de foc la declinul stocului de arbori în Africa este semnificativă. În general, se consideră că lemnul de foc furnizează 75% din energia utilizată în Africa subsahariană. Având în vedere cererea ridicată, consumul de lemn de foc depășește reînnoirea acoperirii forestiere.
Alte schimbări observate în aceste păduri sunt dezintegrarea pădurilor (schimbarea continuității spațiale și crearea unui mozaic de blocuri forestiere și alte tipuri de acoperire a terenurilor) și tăierea selectivă a speciilor lemnoase în scopuri profitabile care afectează subsolul pădurii și biodiversitatea.

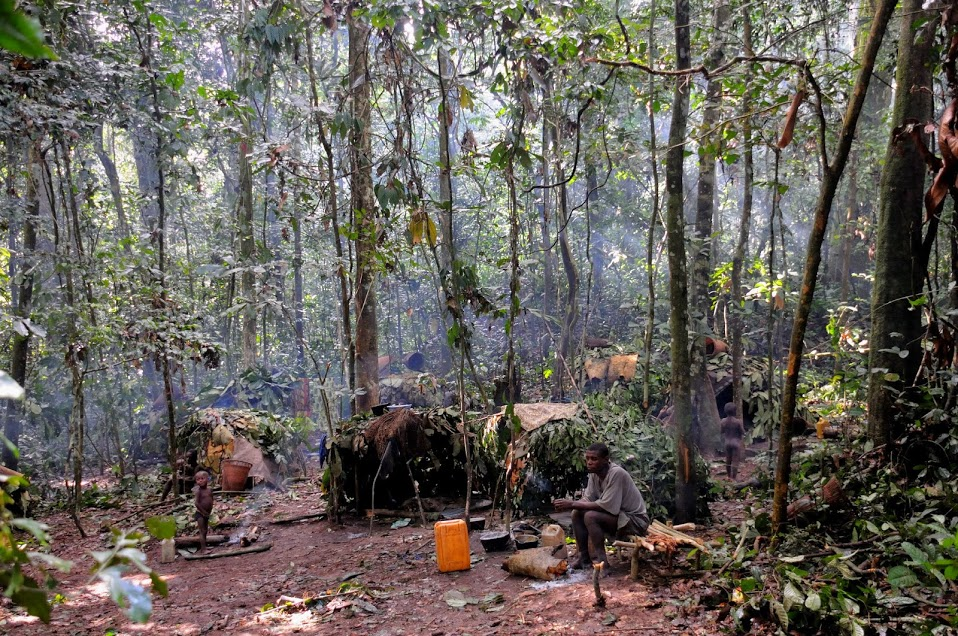
Pigmeii africani care trăiesc în Rezervația Specială Dzanga-Sangha

Starea pădurilor tropicale care au mai rămas în Africa de Vest diferă foarte mult de starea lor de acum 30 de ani. În Guineea, Liberia și Coasta de Fildeș, aproape nicio pădure primară nu a rămas neatinsă; în Ghana, situația este mult mai gravă și aproape toată pădurea tropicală este eliminată. Guineea-Bissau pierde anual 200 până la 350 km2 de pădure, Senegal 500 km2 de savană împădurită, iar Nigeria 6.000.050.000 din ambele. Liberia pierde 800 km2 de păduri în fiecare an. Extrapolând din ratele actuale de pierdere, botanistul Peter Raven estimează că majoritatea pădurilor tropicale moderate și mai mici din lume (precum cele din Africa) ar putea fi distruse în patruzeci de ani. Africa tropicală cuprinde 18% din suprafața totală a lumii, acoperind 20 de milioane de km2 de teren în Africa de Vest și Centrală. Regiunea s-a confruntat cu despăduriri în diferite grade de intensitate în ultimele decenii. Rata reală a defrișărilor variază de la o țară la alta și nu există încă date exacte. Estimările recente arată că ritmul anual de despădurire în regiune poate varia de la 150 km2 în Gabon la 2900 km2 în Côte d'Ivoire. Pădurile tropicale rămase acoperă încă suprafețe importante în Africa Centrală, dar sunt reduse de petice în Africa de Vest.
Țările membre ale Organizației Africane a Lemnului au recunoscut în cele din urmă cooperarea dintre populația rurală și mediul lor forestier. Dreptul cutumiar acordă locuitorilor dreptul de a folosi copacii pentru lemne de foc, de a tăia copaci pentru construcții și de a colecta produse forestiere, precum și drepturi de vânătoare sau de pescuit și de pășunat sau de defrișare a pădurilor pentru agricultura de întreținere. Alte zone sunt denumite „păduri protejate”, ceea ce înseamnă că defrișările necontrolate și tăierile neautorizate sunt interzise. După cel de-Al Doilea Război Mondial, exploatarea comercială a crescut până când niciun departament forestier din Africa de Vest nu a mai fost capabil să facă legea. Prin comparație cu pădurile tropicale din alte locuri ale lumii în 1973, Africa a arătat cea mai mare încălcare deși, în mijloace de volum total, producția africană de lemn a reprezentat doar o treime în comparație cu cea din Asia. Diferența s-a datorat varietății de arbori din pădurile africane și cererii pentru anumite tipuri de lemn în Europa.
Reglementările privind silvicultura în Africa de Est au fost aplicate pentru prima dată de guvernele coloniale. Planul de acțiune pentru silvicultura tropicală a fost conceput în 1987 de către Institutul Resurselor Mondiale, în cooperare cu Organizația pentru Alimentație și Agricultură, Programul Națiunilor Unite pentru Dezvoltare și Banca Mondială, în speranța de a opri distrugerea pădurilor tropicale. În încercarea sa de a pune accentul pe conservarea și dezvoltarea pădurilor, Banca Mondială a oferit 111.103 milioane de dolari țărilor în curs de dezvoltare, în special din Africa, pentru a le ajuta să dezvolte programe pe termen lung de conservare și gestionare a pădurilor, menite să pună capăt defrișărilor.

## Temperatura și clima istorice
La începutul anului 2007, oamenii de știință au creat un proxy complet nou pentru a determina temperatura medie anuală a aerului pe uscat, pe baza moleculelor din membrana celulară a bacteriilor care trăiesc în sol. Oamenii de știință de la NIOZ, Institutul Regal de Cercetări Maritime din Țările de Jos, au efectuat o înregistrare a temperaturii care datează de acum 25.000 de ani.
În concordanță cu colegii lor germani de la Universitatea din Bremen, această înregistrare detaliată arată istoria temperaturilor terestre pe baza fosilelor moleculare ale bacteriilor din sol. Atunci când au aplicat acest lucru la miezul de scurgere al fluviului Congo, miezul conținea material terestru erodat și microfosile din alge marine. S-a ajuns astfel la concluzia că mediul terestru din Africa tropicală s-a răcit mai mult decât Oceanul Atlantic în timpul ultimei ere glaciare. Având în vedere că râul Congo drenează o mare parte din Africa tropicală centrală, materialul terestru derivat oferă un semnal integrat pentru o zonă foarte mare. Aceste constatări clarifică și mai mult disparitățile naturale ale climei și posibilele costuri ale încălzirii Pământului asupra precipitațiilor din Africa Centrală.
Oamenii de știință au descoperit o modalitate de a măsura temperatura mării pe baza moleculelor organice din algele care cresc pe stratul superficial al oceanului. Aceste organisme aclimatizează compoziția moleculară a membranelor lor celulare la temperatura ambiantă pentru a-și menține proprietățile fiziologice obișnuite. Dacă astfel de molecule se scufundă la fundul mării și sunt îngropate în sedimente prin care oxigenul nu trece, ele se pot păstra timp de mii de ani. Raporturile dintre diferitele molecule din membrana celulară a algelor pot aproxima temperatura trecută a suprafeței mării. Noul „proxy” utilizat în acest miez de sediment a obținut atât o înregistrare a temperaturii continentale, cât și o înregistrare a temperaturii suprafeței marine. În comparație, ambele înregistrări arată că temperaturile de la suprafața oceanului și de pe uscat s-au comportat diferit în ultimii 25.000 de ani. În timpul ultimei ere glaciare, temperaturile din Africa au fost de 21 °C, cu aproximativ 4 °C mai scăzute decât în prezent, în timp ce Oceanul Atlantic tropical a fost doar cu aproximativ 2,5 °C mai rece. Autorul principal Johan Weijers și colegii săi au ajuns la concluzia că diferența de temperatură dintre uscat și mare are de departe cea mai mare influență asupra precipitațiilor continentale. Relația dintre presiunea atmosferică și temperatură determină puternic acest factor. În timpul ultimei epoci glaciare, clima terestră din Africa tropicală era mai uscată decât în prezent, în timp ce aceasta favoriza creșterea unei păduri tropicale luxuriante.